# (12599) Singhal
(12599) Singhal (1999 RT160) – planetoida z pasa głównego asteroid okrążająca Słońce w ciągu 3,48 lat w średniej odległości 2,3 j.a. Odkryta 9 września 1999 roku.